# The Preview
The Preview è un EP del gruppo musicale statunitense Chiddy Bang, pubblicato nell'ottobre 2010.
L'EP ha avuto un buon riscontro di vendite, ottenendo la seconda posizione nella classifica di vendite del sito iTunes nella categoria hip-hop/rap. Ha inoltre debuttato alla settantaseiesima posizione della Billboard 200 con circa 6 000 copie vendute nella prima settimana.

## Tracce
1. The Good Life – 2:56 (Pharrell)
2. Truth – 2:53
3. Opposite of Adults – 3:13
4. Here We Go (feat. Q-Tip) – 3:21
5. All Things Go – 3:09
6. Nothing on We – 3:28
7. Bad Day (feat. Darwin Deez & Theodore Grams) – 3:23
8. Old Ways – 2:31

Traccia bonus nell'edizione di iTunes
1. Neighborhood (feat. Killer Mike)

## Classifiche
| Classifica (2010)         | Posizione massima |
| ------------------------- | ----------------- |
| Regno Unito               | 168               |
| Regno Unito (R&B)         | 16                |
| Stati Uniti               | 76                |
| Stati Uniti (R&B/hip-hop) | 17                |
| Stati Uniti (rap)         | 11                |